# خرس‌واش بیشه‌زار
خرس‌واش بیشه‌زار (نام علمی: Nolina greenei) نام یک گونه از سرده خرس‌واش است.